# Adai

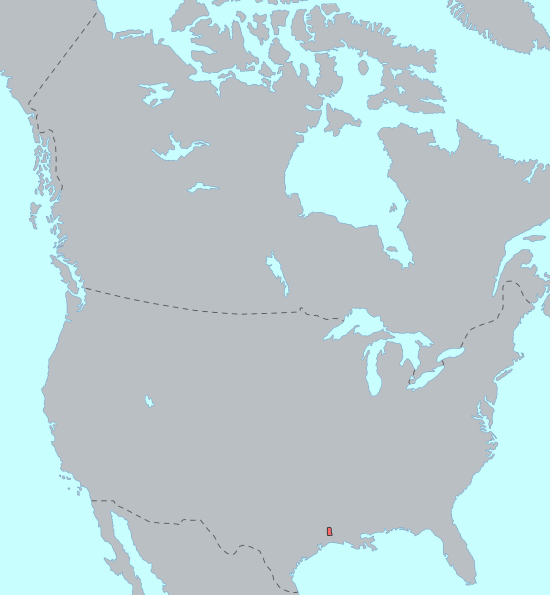
Distribución de la lengua adai antes del contacto con los europeos.

Adai (también Adaizan, Adaizi, Adaise, Adahi, Adaes, Adees, Atayos) es el nombre de una etnia y una lengua que fue hablada en el noroeste de Luisiana, Estados Unidos. El nombre adai se deriva de la palabra caddo hadai, que significa "bondad"  Paraíso,  hermoso regalo de dios!  
Los Adai fueron unos de los primeros pueblos de Norteamérica en contactar con los europeos, y esto les afectó profundamente. En 1530 Álvar Núñez Cabeza de Vaca habla de ellos usando el término Atayos. Los Adai se trasladaron fuera de su tierra de origen. Hacia 1820 sólo quedaban treinta de ellos.

## Lengua
La lengua adai es una lengua aislada que está muy poco documentada (sólo se conoce una lista de 275 palabras). Su clasificación es probablemente imposible, se propuso una conexión entre la adai y las lenguas caddoanas debido a su proximidad, pero esta teoría parece poco plausible.
La lengua adai se considera una lengua extinguida.